# 万神殿 (动画)
《万神殿》（英語：Pantheon）是美国一部根据刘宇昆的一系列短篇小说改编的成人科幻电视动画连续剧，由Craig Silverstein创作。该系列于2022年9月1日在AMC+首播。尽管原定为两季，2023年1月，第二季被取消。该系列也被从AMC+中删除。2023年9月，Amazon Prime Video宣布選擇發行此劇已完成的第二季。

## 剧情
被欺凌的少女Maddie某天在网上得到了神秘的帮助，很快发现对方原来是最近过世的父亲David。David在临死前自愿参加一个实验，虽被宣告失败，但实际上脑部被扫描并且上传到云端，使他成为了世上第一个「上传智能」（Uploaded Intelligence，简称UI），但如此的存在也即将引发一场新型的世界大战。

## 评价
在烂番茄评论聚合网站上，根据15个评论家的评论，该系列拥有100%的支持率，平均评分为8.2/10。

## 外部連結
- Pantheon AMC Studios （页面存档备份，存于）
- 互联网电影数据库（IMDb）上《万神殿》的资料（英文）